# 하시구치 마사루
하시구치 마사루(일본어: 橋口 勝, 1974년 5월 21일 ~ )는 일본의 전 축구 선수이다.

## 구단 경력
과거 세레소 오사카, 아비스파 후쿠오카에서 활동하였다.